# Siêu phẳng
Siêu phẳng của không gian n chiều là một không gian con n-1 chiều của nó. Một siêu phẳng trong không gian Euclid tách không gian đó thành hai nửa không gian.
Ví dụ, trong không gian Euclid 3 chiều, siêu phẳng chính là mặt phẳng 2 chiều. Trong không gian Euclid 2 chiều, siêu phẳng là đường thẳng 1 chiều.